# Pit de lluna del Marañón
El pit de lluna del Marañón ( Melanopareia maranonica ) és una espècie d'ocell de la família dels melanopareids ( Melanopareiidae ) que habita matolls i sotabosc del nord del Perú.